# 35. šahovska olimpijada
35. šahovska olimpijada se je odvijala na Bledu od 25. oktobra do 11. novembra 2002. Slovenija je bila organizator šahovske olimpijade prvič, še v bivši SFR Jugoslaviji pa so bile tri: leta 1950 v Dubrovniku (danes Hrvaška), 1972 v Skopju (Republika Makedonija) in 1990 v Novem Sadu (Srbija).
Bled je tudi sicer poznan v zgodovini šaha kot kraj pomembnih turnirjev: leta 1931 je bil tu velemojstrski turnir z zmagovalcem Aljehinom, leta 1959 pa Turnir kandidatov z zmagovalcem Taljem.

## O olimpijadi
Tekmovanje se je odvijalo v prenovljeni Ledeni dvorani na Bledu. 
Sodelovalo je 1615 igralcev in kapetanov iz 133 držav. Število moških ekip je bilo 136; Slovenija kot domačin ima lahko dve ekipi A in B, za dopolnitev do parnega števila pa smo imeli še ekipo C. Na ženskem turnirju pa je bilo 90 ekip, od tega dve slovenski.
Poleg izkušenega glavnega sodnika Nizozemca Geurta Gijssna je partije sodilo 90 sodnikov. Glavni sodnik 
moškega turnirja je bil slovenski mednarodni sodnik Janko Bohak.
Tekmovanja je potekalo po švicarskem sistemu s 14 koli. Pari so se določali z računalniškim programom.
Igralni čas je bil 90 minut plus 30 sekund dodatka za vsako potezo.

## Slovenske ekipe
Številka pred imenom ekipe je zaporedna številka na seznamu ekip, urejenem po povprečnem ratingu FIDE.

### Moški
13.Slovenija A 

1. Alexander Beliavsky GM 2650 

2. Adrian Mihalčišin GM 2542 

3. Dražen Sermek GM 2590 

4. Duško Pavasovič GM 2581 

5. Georg Mohr GM 2488 

6. Aljoša Grosar M 2474 

75. Slovenija B 

1. Matej Šebenik FM 2414 

2. Jure Borišek FM 2401 

3. Blaž Bratović 2293 

4. Aleš Lazar ml. FM 2289 

5. Luka Lenič 2257 

6. Tadej Sakelšek 2296 

59. Slovenija C 

1. Marko Tratar M 2471 

2. Primož Šoln M 2405 

3. Matjaž Mikac M 2401 

4. Bogdan Podlesnik M 2385 

5. Igor Jelen M 2362 

6. Janez Barle M 2350 

### Ženske
29. Slovenija A 

1. Jana Krivec WIM 2269 

2. Anita Ličina M 2167 

3. Darja Kapš M 2224 

4. Ana Srebrnič FM 2241 

43. Slovenija B 

1. Vesna Rožič WFM 2117 

2. Karmen Mar 2279 

3. Ksenija Novak WFM 2111 

4. Veronika Hari 2043 

50. Slovenija C 

1. Milka Ankerst 2140 

2. Narcisa Mihevc-Mohr F 2114 

3. Lea Števanec WFM 2111 

4. Karmen Orel 1917 

## Rezultati - moški
Mesto Ekipa Št.točk 

1. Rusija 38½ 

2. Madžarska 37½ 

3. Armenija 35 

4. Gruzija 34 

5. Kitajska 33½ 

6. Nizozemska 33½ 

7. Anglija 33½ 

8. Slovaška 33 

9. Izrael 33 

10. Jugoslavija 33 

11. Makedonija 33 

12. Švica 33 

...

40. Slovenija-A 30½ 

62. Slovenija-B 29 

80. Slovenija-C 27½ 

...

in zadnje mesto 

134. Deviški otoki 11½
Podrobnejši rezultati prve ekipe: 

1.Tunizija : Slovenija A 0.5:3.5 

2.Slovenija A : Kanada 1.5:2.5 

3.Slovenija A : Singapur 3:1 

4.Latvija : Slovenija A 1.5:2.5 

5.Slovenija A : Makedonija 1.5:2.5 

6.Bangladeš : Slovenija A 0.5:3.5 

7.Madžarska : Slovenija A 3.5:0.5 

8.Slovenija A : Moldavija 1:3 

9.Tadžkistan : Slovenija A 2:2 

10.Slovenija A : Luksembourg 3:1 

11.Portugalska : Slovenija A 1:3 

12.Slovenija A : Finska 2:2 

13.Danska : Slovenija A 3:1 

14.Peru : Slovenija A 1.5:2.5 

## Rezultati - ženske
Mesto Ekipa Št.točk 

1. Kitajska 29½ 

2. Rusija 29 

3. Poljska 28 

4. Gruzija 27½ 

5. Madžarska 25½ 

6. Ukrajina 25½ 

7. Jugoslavija 25½ 

8. Azerbajdžan 25½ 

9. ZDA 25 

10. Češka 25 

...

38. Slovenija-A 22 

44. Slovenija-C 21 

53. Slovenija-B 20½ 